# Johnny Cecotto
Johnny Alberto Cecotto Persello, més conegut com a Johnny Cecotto   (Caracas, 25 de gener de 1956), és un antic pilot de motociclisme veneçolà que va guanyar el campionat del món de 350cc de 1975 i el de Fórmula 750 de 1978. En guanyar el títol de 1975 a l'edat de 19 anys va esdevenir el campió del món més jove de la història i es va envoltar d'una aura d'adolescent prodigi. Malgrat aquest bon començament, però, va patir nombroses lesions i problemes mecànics que van limitar el seu èxit dins el motociclisme.
Acabada la temporada de 1980, a 24 anys, Cecotto es va centrar en l'automobilisme i va arribar a ser pilot de Fórmula 1. Més tard va esdevenir un reeixit pilot de turismes. Al costat de John Surtees i Mike Hailwood, Johnny Cecotto és el darrer d'un grup selecte de pilots que van competir al més alt nivell tant a les curses de motos com a les d'automòbils.

## Carrera al motociclisme

### Primers anys
Nascut a Caracas, Cecotto és fill d'immigrants italians. El seu pare, Giovanni, era propietari d'una botiga de motocicletes i havia estat un reeixit pilot de motociclisme que havia guanyat el campionat de Veneçuela amb una Norton 500. Tot i que el seu nom de fonts era Alberto, i així constava al registre civil, Cecotto se'l va canviar per Johnny quan va poder. De ben jove va decidir de seguir la carrera del seu pare i va començar a competir amb motocicletes sense ni tan sols tenir-ne l'edat reglamentària, inicialment amb una Honda CB750 i una Kawasaki tricilíndrica, fins que va obtenir el suport de l'importador veneçolà de Yamaha.
Cecotto va guanyar amb una Yamaha TZ350 el campionat de Veneçuela de 1973 a 17 anys. Arran de la mort de Jarno Saarinen al Gran Premi de les Nacions d'aquell any, Cecotto va adoptar en honor seu un nou esquema de colors, basat en els de Saarinen, al casc (dues franges vermelles sobre fons blanc acabades en punta), el qual mantingué durant la resta de la seva carrera.
El 1974, Cecotto va revalidar el seu campionat de Veneçuela i va guanyar també el de l'Amèrica del Sud, que consistia en una única cursa celebrada al Circuit d'Interlagos, prop de São Paulo. A la seva primera cursa internacional fora de l'Amèrica del Sud, la Daytona 200, hi va acabar trenta-cinquè de la general amb una Yamaha 350cc. Més tard, a la Imola 200, va patir una fallada mecànica després de només cinc voltes.

### La temporada de 1975

#### Èxit a Daytona
Johnny Cecotto va assolir protagonisme internacional a la Daytona 200 de 1975 amb una de les actuacions més inspirades de la història de la prova. En aquella època, la Daytona 200 era considerada una de les curses de motociclisme més prestigioses del món i atreia campions com ara Giacomo Agostini i Barry Sheene. Cecotto va arribar a Daytona essent un debutant desconegut, amb una Yamaha TZ750 sense modificar patrocinada per Venemotos, l'importador veneçolà de Yamaha. Aquell adolescent desconegut va marcar perfil ràpidament en classificar-se a la primera fila de la graella de sortida, al costat de Kenny Roberts, Gene Romero, Teuvo Länsivuori i Steve Baker.
Quan el veneçolà va ocupar el seu lloc a la graella, els comissaris de la cursa van notar que sota la seva moto hi havia un bassal de líquid. Com que la sortida estava programada al cap de pocs minuts, els comissaris van prendre la decisió de retirar Cecotto i la seva moto de la graella per motius de seguretat. Un cop la cursa va haver començat sense ell, els funcionaris van descobrir que el líquid era tot just aigua que havia vessat del radiador i, per tant, no suposava cap perill.
Els comissaris van permetre-li aleshores de tornar a entrar a la cursa, però, com que aquesta ja havia començat, va haver de sortir des de l'últim lloc. Amb una demostració impressionant d'habilitat de pilotatge, Cecotto va superar la meitat dels rivals només a la primera volta. Dues voltes més tard, va arribar al vint-i-sisè lloc. A la cinquena volta era el divuitè i al final de la desena volta ja anava desè. A la volta 50, va agafar i va superar Agostini, que era tercer, abans que la seva moto comencés a sobreescalfar-se, cosa que l'obligà a reduir el ritme i conformar-se amb el tercer lloc darrere del vencedor final Gene Romero i el segon, Steve Baker. El 1991, durant la celebració del 50è aniversari de la Daytona 200, l'AMA va convocar un grup de periodistes de motociclisme i antics pilots, els quals van descriure l'èxit de Cecotto com a la millor actuació dels primers 50 anys de la cursa.

#### Campió del món
Un mes després de la seva actuació a Daytona, Cecotto va viatjar a Europa on va continuar el seu ascens meteòric amb una victòria a la prestigiosa Imola 200 de F750 després que el motor d'Agostini es bloquegés i Kenny Roberts es retirés a causa d'una lesió al canell.
Cecotto va continuar la seva impressionant ratxa amb una doble victòria al primer Gran Premi del mundial que disputava, el Gran Premi de França celebrat al circuit Paul Ricard. Va guanyar la cursa de 250cc després de marcar-hi la volta ràpida i va encapçalar després la cursa de 350cc de principi a fi fins a guanyar amb un marge de 25 segons envers el set vegades campió del món de la categoria Giacomo Agostini. Inicialment, Cecotto havia planejat competir en dos o tres Grans Premis europeus, però després de la seva actuació al de França va aconseguir el patrocini total de Yamaha, que li proporcionà una TZ350 ex-Agostini per a la resta de la temporada.
Al llarg de la temporada, Cecotto va guanyar tres curses més de 350cc i li va arrabassar el títol a Agostini. A dinou anys, va esdevenir el campió del món més jove de la història i va mantenir aquest rècord fins que Loris Capirossi el va superar el 1990 en guanyar el mundial de 125cc a 17 anys. El 1975, a més, Cecotto va ser competitiu al mundial de 250cc i hi va obtenir dues victòries, però una caiguda al Gran Premi d'Alemanya i posteriors problemes amb el motor el van fer baixar al quart lloc de la classificació final.

### Carrera posterior
El 1976, Cecotto va tornar a la Daytona 200, ara amb ple suport de l'equip de fàbrica de Yamaha. La cursa va esdevenir una batalla entre Cecotto i el seu company d'equip Kenny Roberts. El seu ritme extenuant va resultar excessiu per als pneumàtics i a la volta 33 de les 52 previstes, Roberts va reduir la velocitat amb el pneumàtic posterior gastat. A nou voltes del final, el pneumàtic de Roberts es va fer miques i gairebé li va fer perdre el control de la moto, de manera que va haver de tornar ranquejant al box. Els tècnics de boxes de Cecotto van intentar fer-lo aturar quan faltaven tres voltes per a comprovar l'estat del seu pneumàtic, però el jove va ignorar els senyals i va continuar fins a guanyar la cursa. Més tard, els seus pneumàtics esmicolats van mostrar com n'havia estat de prop de patir la mateixa sort que Roberts.

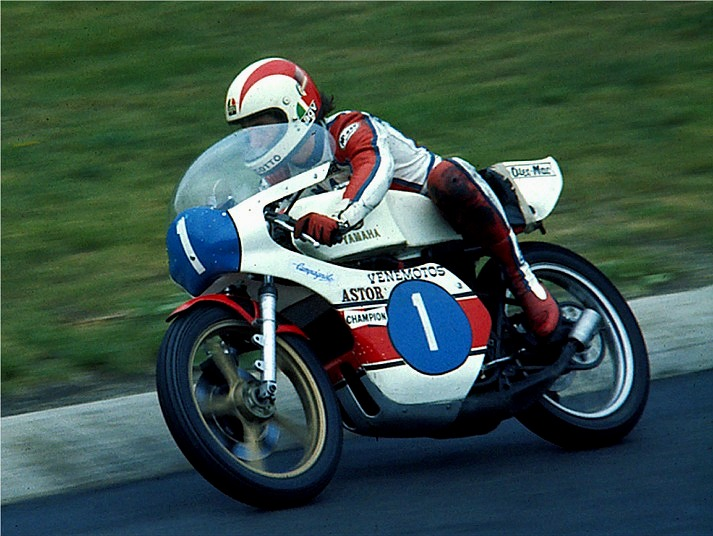
Cecotto amb la Yamaha 350 a Nürburgring el 1976

Al mundial, Cecotto va passar a córrer en la "categoria reina", els 500cc, amb una Yamaha YZR500 de l'any anterior dins un equip satèl·lit amb suport de Yamaha que competia sota el nom de Venemotos. S'esperava que Barry Sheene, amb la Suzuki, fos el seu principal rival per al títol de campió del món aquell any. El veneçolà va començar la temporada amb un prometedor segon lloc darrere de Sheene al Gran Premi de França inaugural, però més tard va patir per adaptar-se a la Yamaha i va caure tretze vegades en les curses posteriors. No va tornar a aconseguir punts després de la ronda francesa i poc després del Gran Premi d'Itàlia va renunciar completament als 500cc per tal de concentrar-se a defensar el seu títol de 350cc. Va acabar la temporada de 500cc en un decebedor vintè lloc mentre que Sheene va guanyar el títol. També va perdre el seu títol de 350cc en una dura batalla amb el pilot de Harley-Davidson Walter Villa.
Tot i que Cecotto posseïa una habilitat natural per a pilotar, alguns observadors van especular que havia guanyat massa aviat en la seva carrera sense entendre completament com ho havia aconseguit. El director de l'equip de Yamaha i excampió del món Rodney Gould va dir en una ocasió: «Penso que Cecotto anava ràpid i no sabia realment per què. Ara no sap per què va més lent i s'estavella.» Els resultats de Cecotto també es van veure afectats per la desorganització i manca de preparació de l'equip Venemotos. Segons el seu mecànic de fàbrica de Yamaha, Vince French, en diverses ocasions l'equip no va presentar els formularis oficials d'inscripció a la cursa o no va assegurar prou espai a l'aparcament, endarrerint així el vital temps d'entrenament. En altres ocasions, l'equip no va proporcionar l'equipament requerit pels organitzadors de la cursa, causant també endarreriments.
Al començament de la temporada de 1977, Cecotto va resultar greument lesionat al Gran Premi d'Àustria en un accident amb quatre pilots involucrats en què es va morir el suís Hans Stadelmann. Es va recuperar de les lesions a temps per al Gran Premi de Suècia, on va acabar segon a la cursa de 500cc, a 2,9 segons del guanyador Barry Sheene. Tot seguit va guanyar dues curses consecutives de 500cc al Gran Premi de Finlàndia i al Gran Premi de Txecoslovàquia, on també va guanyar la cursa de 350cc. Tot i que es va perdre la major part de la temporada a causa de lesions, encara va poder ocupar el quart lloc a la classificació final del campionat de 500cc.

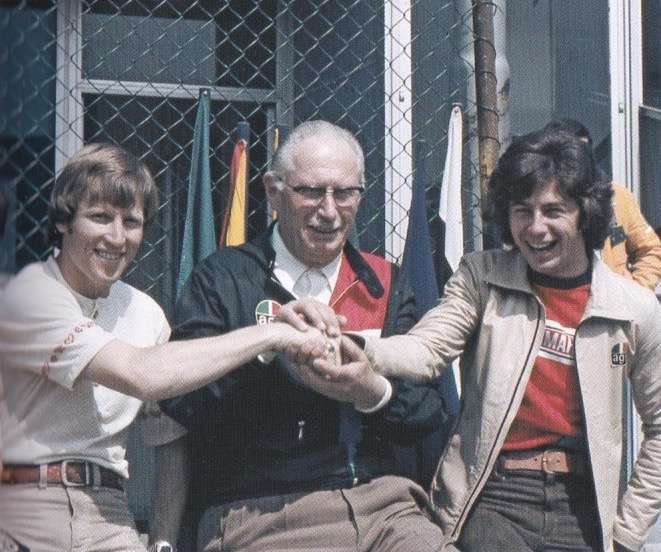
D'esquerra a dreta: Kenny Roberts, Checco Costa i Johnny Cecotto a la Imola 200 de 1978

Cecotto va començar la temporada de 1978 guanyant la Imola 200 per segona vegada, però es va enfrontar a un nou rival al campionat del món amb l'arribada de Kenny Roberts. Tot i que va obtenir quatre podis, inclosa una victòria per una dècima de segon sobre Roberts al Dutch TT, no va aconseguir resultats consistents i va patir quatre fallades mecàniques. Finalment, Roberts va guanyar el campionat per davant de Sheene i Cecotto. Aquell any, però, va tenir més èxit en el campionat del món de Fórmula 750, on va aconseguir tres victòries i tres segons llocs que li van assegurar el títol malgrat les quatre victòries de Roberts.
El 1979, Cecotto es va trencar greument la ròtula al Gran Premi d'Àustria, a Salzburgring, i es va perdre la meitat de la temporada a causa de les lesions. Es va reincorporar al campionat a les últimes quatre curses, però les lesions encara li causaven dolor i no va aconseguir resultats consistents. Roberts va guanyar el seu segon campionat del món de 500cc consecutiu. Al campionat del món de Fórmula 750, tot i que va guanyar cinc curses, els seus resultats irregulars el van relegar al tercer lloc de la classificació final.

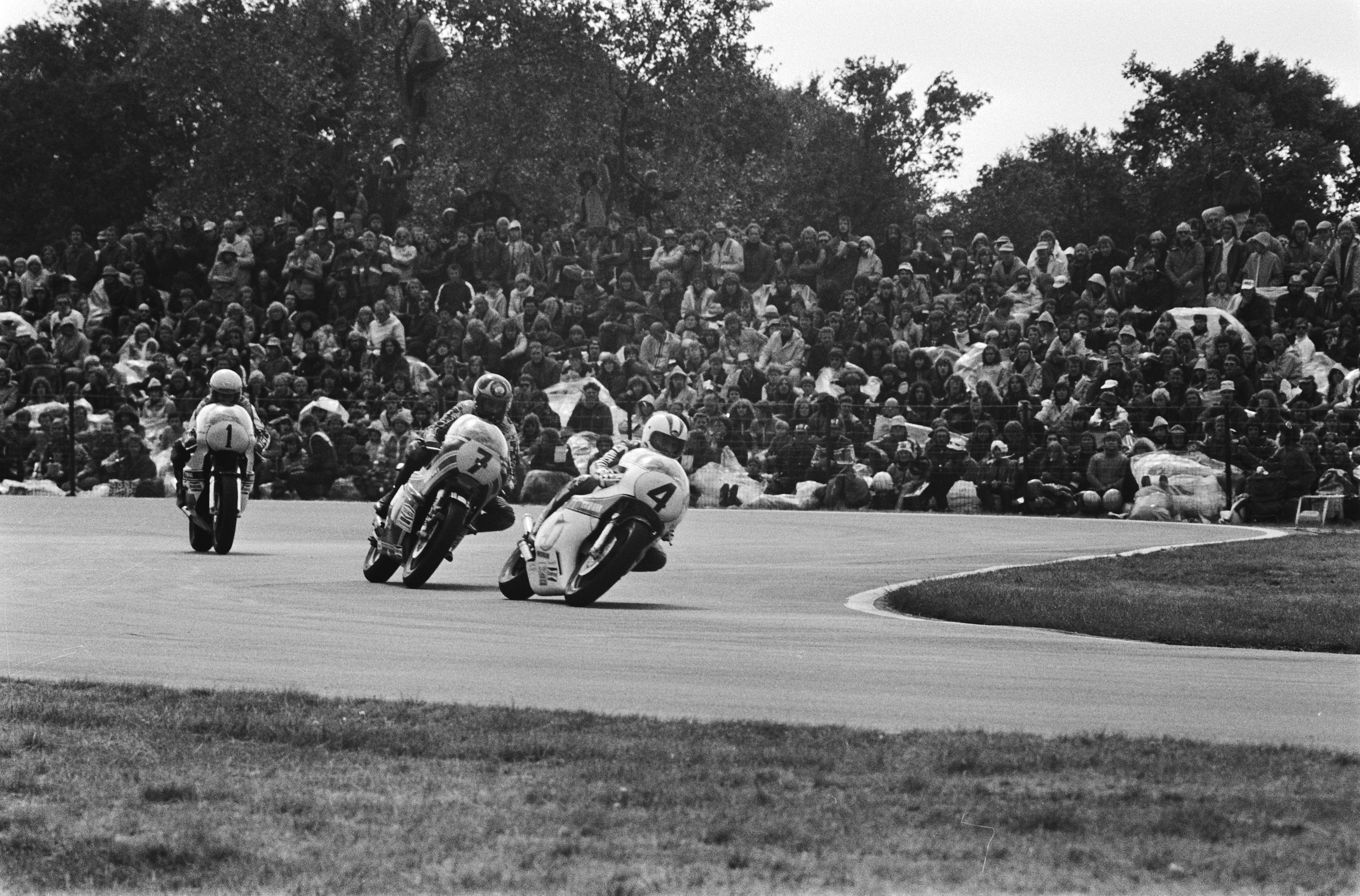
Johnny Cecotto (4) davant de Barry Sheene (7) i Kenny Roberts (1) durant el Dutch TT de 500cc de 1978

Com a resultat de l'èxit de Roberts amb l'equip Yamaha i les actuacions inconsistents de Cecotto, Yamaha li va retirar el suport de fàbrica després de la temporada de 1979, de manera que el veneçolà va començar la temporada de 1980 competint com a privat amb un xassís Bimota equipat amb motor Yamaha a la classe de 350cc i una Yamaha de producció a la de 500cc. Va començar l'any amb una victòria a la Imola 200 i va esdevenir així, al costat de Kenny Roberts, triple guanyador de la cursa. La seva campanya al mundial va començar amb una nota positiva quan va aconseguir una victòria al Gran Premi de França de 350cc juntament amb un quart lloc a la cursa de 500cc, però després del seu èxit inicial, les seves motocicletes van patir nombroses fallades mecàniques i no va poder passar del quart lloc final al campionat de 350cc i del setè al de 500cc.
Acabada la temporada de 1980, a 24 anys, Cecotto va decidir de deixar les curses de motocicletes i dedicar-se a les d'automòbils. Es va retirar de les motos amb un total de 12 pole positions en 28 curses de 500cc, cosa que li va donar una de les ràtios de pole position per cursa més altes de la història dels Grans Premis.

## Carrera a l'automobilisme
Cecotto va debutar en curses de quatre rodes amb Minardi al campionat de Fórmula 2 de 1980. El 1982, pilotant per a l'equip March-BMW, va guanyar tres curses del campionat i va acabar la temporada empatat al primer lloc amb el seu company d'equip Corrado Fabi, però va ser relegat al segon pel sistema de desempat. Malgrat tot, la seva actuació va cridar tant l'atenció que li van oferir un lloc a la Fórmula 1.

### Fórmula 1

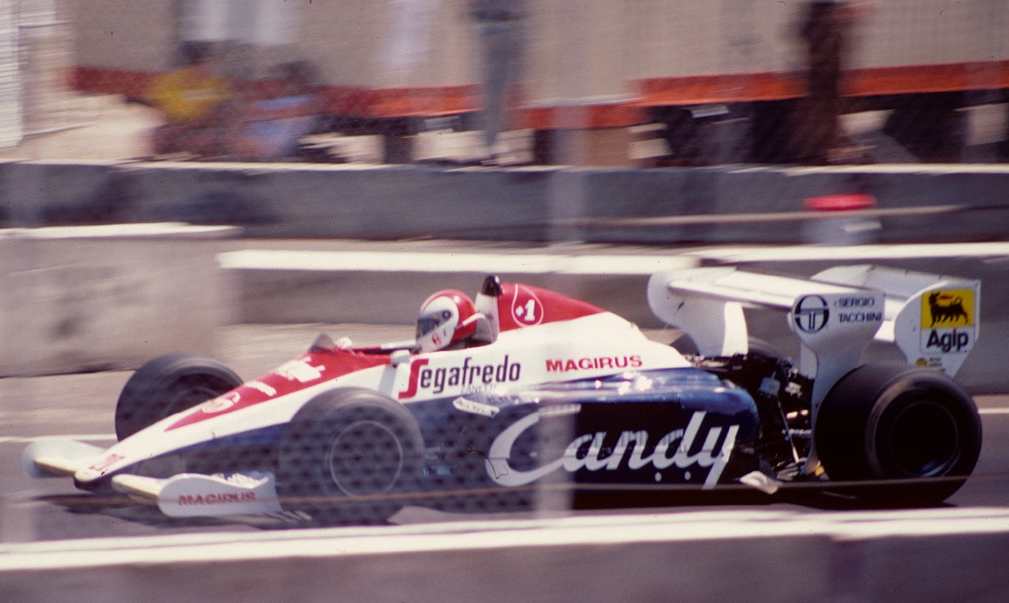
Cecotto al Gran Premi dels Estats Units del 1984, la seva darrera cursa de F1

Johnny Cecotto va debutar a la Fórmula 1 a la primera cursa de la temporada 1983 del campionat del món, disputant el 13 de març el Gran Premi del Brasil al circuit de Jacarepaguà amb l'equip Theodore Racing. A la segona cursa que va córrer, el Gran Premi de l'oest dels Estats Units de Long Beach, ja va aconseguir un sisè lloc, però més tard l'equip va patir manca de finançament i es va veure obligat a perdre's les dues darreres rondes. Per a la temporada de 1984 va entrar a l'equip Toleman, amb Ayrton Senna de company. A la classificatòria per al Gran Premi de Gran Bretanya es va estavellar amb força i es va trencar les dues cames, fet que va posar fi a la seva carrera dins la Fórmula 1.
En total, Cecotto va participar en vint-i-tres curses del campionat de Fórmula 1 en dues temporades consecutives (1983-1984), en les quals la seva millor classificació va ser una sisena posició, amb un únic punt acumulat per al campionat del món de pilots. La seva sisena posició a Long Beach va ser el millor resultat d'un veneçolà a la Fórmula 1 fins a la victòria de Pastor Maldonado al Gran Premi d'Espanya del 2012, 29 anys després.

### Turismes

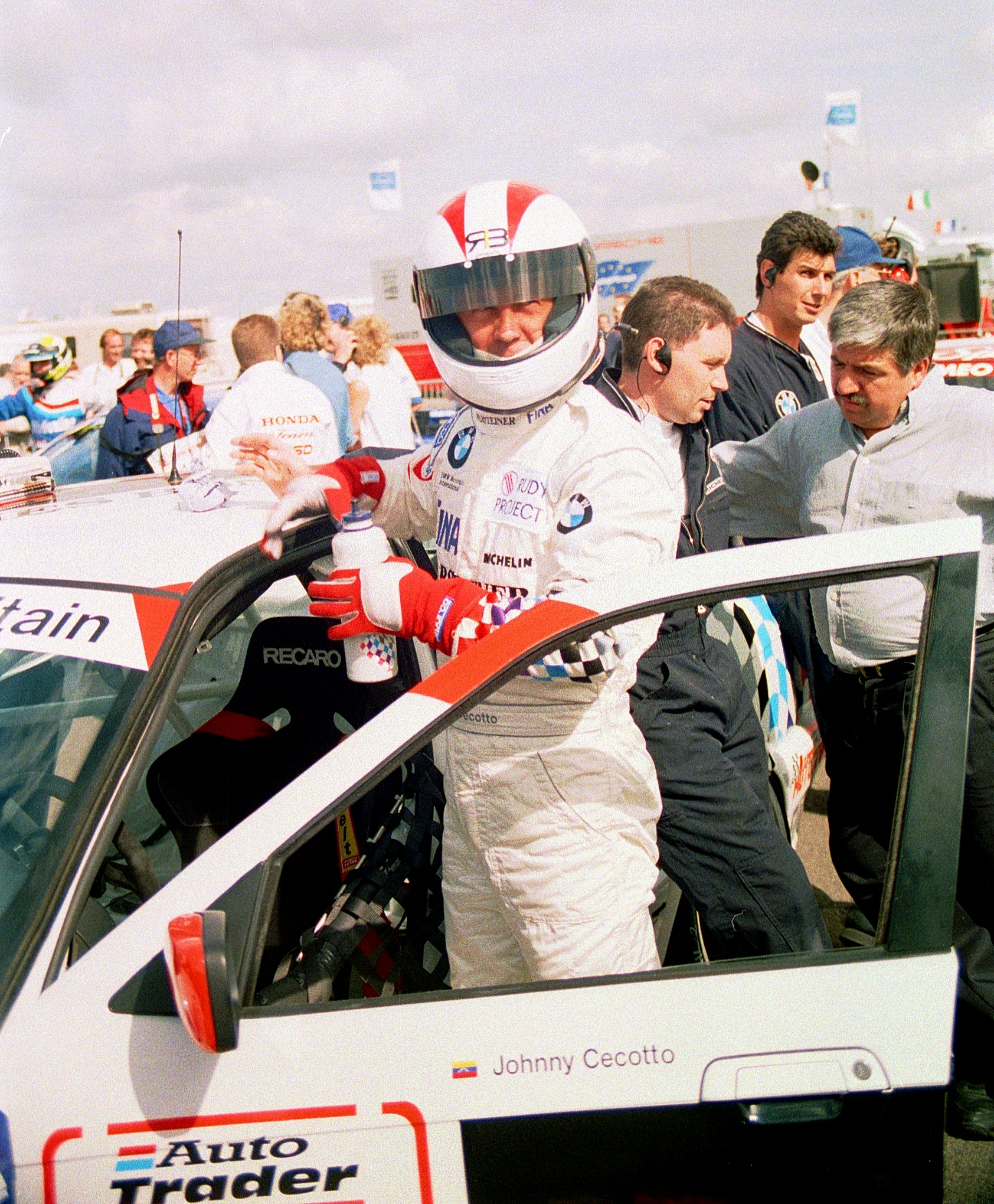
Cecotto a Silverstone durant el campionat britànic de turismes de 1995

Després de recuperar-se de les seves lesions, Cecotto va tornar a la competició en la categoria de turismes del grup A amb l'equip Schnitzer Motorsport BMW, amb el qual el seu millor resultat fou un segon lloc a les 24 Hores de Spa de 1985 fent equip amb Dieter Quester i Markus Oestreich. Després va viatjar a Austràlia, on conduint el mateix BMW 635 CSi que havia conduit a Spa va acabar segon a la James Hardie 1000, celebrada al circuit Mount Panorama de Bathurst, i va guanyar conjuntament amb el seu copilot Roberto Ravaglia el premi "Rookie of the Year". Durant els entrenaments per a la James Hardie, Cecotto es va mostrar sorprès quan l'antic rival del motociclisme Gregg Hansford, que hi conduïa un Alfa Romeo GTV6, li va dir que a Mount Panorama hi competien tant amb motos com amb cotxes. El veneçolà va dir que s'ho pensaria dues vegades abans de córrer amb una moto allà (Hansford ostentava aleshores el rècord de volta amb moto de 350cc al circuit).
El 1986, Cecotto va entrar a l'equip belga RAS Sport Volvo amb suport de fàbrica i va conduir un Volvo 240T turboalimentat en el rebatejat -només per al 1986- Campionat d'Europa de turismes (ETCC). Conduint sovint en equip amb el campió d'Europa de turismes Thomas Lindström, Cecotto va acabar vuitè al campionat, amb dues victòries (Hockenheimring i Zolder), dos segons llocs i dos de tercers. Aquell any mateix va guanyar amb un 240T la Guia Race, disputada durant el Gran Premi de Macau, i l'InterTEC 500 a Fuji al costat d'Anders Olofsson.
Després que Volvo es retirés al final de la temporada de 1986, Cecotto es va tornar a incorporar a BMW i va competir al Campionat del Món de turismes de 1987 amb un BMW M3 per a l'equip italià CiBiEmme al costat del campió conjunt de l'ETCC de 1985 Gianfranco Brancatelli. La parella va guanyar la tercera ronda del campionat, els 500 km de Bourgogne a Dijon-Prenois, abans de ser el primer cotxe matriculat al Campionat Mundial de Turismes (WTCC) a acabar la primera ronda australiana, el James Hardie 1000. Tot i que Cecotto i Brancatelli només van acabar en setè lloc a Bathurst, com a primer cotxe matriculat a acabar se'ls van atorgar els punts del primer lloc. Cecotto va acabar vuitè amb Brancatelli al WTCC de 1987, amb 158 punts.

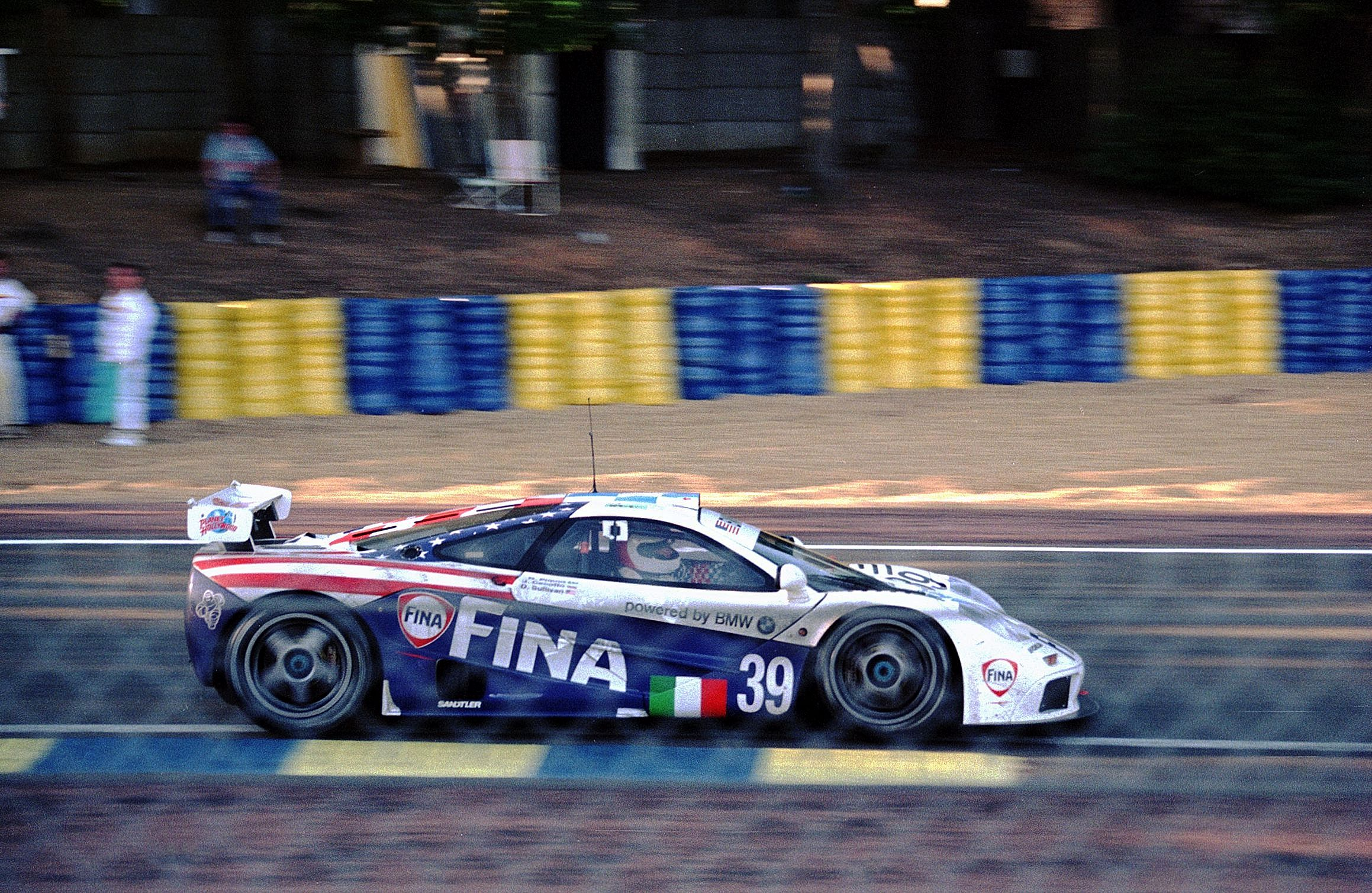
Cecotto amb el Mclaren F1 GTR que va pilotar amb Danny Sullivan i Nelson Piquet a les 24 Hores de Le Mans de 1996

El 1989, Cecotto va guanyar el Campionat d'Itàlia de turismes. De 1988 a 1992 va competir a la Deutsche Tourenwagen Meisterschaft (DTM, Campionat d'Alemanya de turismes). Conduint-hi un BMW M3 de Schnitzer Motorsport, va acabar-hi subcampió la temporada de 1990. També va participar en curses de resistència i va guanyar les 24 Hores de Spa de 1990 i les 24 Hores de Nürburgring de 1992.
Els anys 1994 i 1998 va guanyar la Copa Super Tourenwagen alemanya amb BMW. El 1995 va córrer al Campionat Britànic de turismes (BTCC) també amb BMW. Els anys 2001 i 2002 va guanyar amb l'equip Irmscher Opel Omega el campionat alemany V8Star.

## Un cop retirat
Actualment, Cecotto dedica la major part del seu temps a donar suport a la carrera professional dins l'automobilisme dels seus fills, Johnny Cecotto Jr. i Jonathan Cecotto.

## Resultats al Mundial de motociclisme
Barem de puntuació de 1969 a 1987:
| Posició | 1  | 2  | 3  | 4 | 5 | 6 | 7 | 8 | 9 | 10 |
| Punts   | 15 | 12 | 10 | 8 | 6 | 5 | 4 | 3 | 2 | 1  |

(Ids. Grans Premis | Llegenda) (Curses en negreta indiquen pole; curses en  itàlica indiquen volta ràpida)
| Any  | Categoria | Equip  | 1      | 2       | 3       | 4       | 5       | 6       | 7       | 8       | 9       | 10     | 11     | 12    | 13     | Punts | Posició | Victòries |
| ---- | --------- | ------ | ------ | ------- | ------- | ------- | ------- | ------- | ------- | ------- | ------- | ------ | ------ | ----- | ------ | ----- | ------- | --------- |
| 1975 | 250cc     | Yamaha | FRA 1  | ESP NC  |         | GER NC  | NAT 2   | IOM -   | DTT NC  | BEL 1   | SWE NC  | FIN 2  | CSR NC | YUG - |        | 54    | 4t      | 2         |
| 1975 | 350cc     | Yamaha | FRA 1  | ESP 2   | AUT NC  | GER 1   | NAT 1   | IOM -   | DTT 5   |         |         | FIN 1  | CSR NC | YUG - |        | 78    | 1r      | 4         |
| 1976 | 350cc     | Yamaha | FRA 2  | AUT 1   | NAT 1   | YUG NC  | IOM -   | DTT 8   |         |         | FIN NC  | CSR NC | GER 2  | ESP 4 |        | 65    | 2n      | 2         |
| 1976 | 500cc     | Yamaha | FRA 2  | AUT NC  | NAT NC  |         | IOM -   | DTT NVC | BEL -   | SWE -   | FIN -   | CSR -  | GER -  |       |        | 12    | 19è     | 0         |
| 1977 | 350cc     | Yamaha | VEN 1  |         | GER LES | NAT LES | ESP LES | FRA LES | YUG LES | DTT LES |         | SWE NC | FIN NC | CSR 1 | GBR NC | 30    | 9è      | 2         |
| 1977 | 500cc     | Yamaha | VEN 4  | AUT LES | GER LES | NAT LES |         | FRA LES |         | DTT LES | BEL LES | SWE 2  | FIN 1  | CSR 1 | GBR NC | 50    | 4t      | 2         |
| 1978 | 500cc     | Yamaha | VEN NC | ESP 4   | AUT 2   | FRA NC  | NAT NC  | DTT 1   | BEL NC  | SWE 6   | FIN 3   | GBR 7  | GER 2  |       |        | 66    | 3r      | 1         |
| 1979 | 500cc     | Yamaha | VEN NC | AUT NC  | GER LES | NAT LES | ESP LES | YUG LES | DTT LES | BEL NVC | SWE NC  | FIN 7  | GBR NC | FRA 5 |        | 10    | 20è     | 0         |
| 1980 | 350cc     | Yamaha | NAT 1  |         | FRA 2   | DTT 20  |         |         | GBR NC  | CSR NC  | GER 3   |        |        |       |        | 37    | 4t      | 1         |
| 1980 | 500cc     | Yamaha | NAT 4  | ESP 6   | FRA 9   | DTT 6   | BEL NC  | FIN -   | GBR 5   |         | GER 6   |        |        |       |        | 31    | 7è      | 0         |

## Resultats a la Fórmula 1
| Any  | Equip    | Xassís   | Motor    | 1       | 2       | 3       | 4      | 5       | 6       | 7         | 8         | 9       | 10      | 11      | 12      | 13     | 14  | 15  | 16  | Posició | Punts |
| ---- | -------- | -------- | -------- | ------- | ------- | ------- | ------ | ------- | ------- | --------- | --------- | ------- | ------- | ------- | ------- | ------ | --- | --- | --- | ------- | ----- |
| 1983 | Theodore | Theodore | Cosworth | BRA 14  | O.USA 6 | FRA 11  | SM Ret | MON NVQ | BEL 10  | E.USA Ret | CAN Ret   | GBR NVQ | ALE 11  | AUT NVQ | HOL NVQ | ITA 12 | EUR | SUD |     | 19è     | 1     |
| 1984 | Toleman  | Toleman  | Hart     | BRA Ret | SUD Ret | BEL Ret | SM NC  | FRA Ret | MON Ret | CAN 9     | E.USA Ret | USA Ret | GBR NVQ | ALE     | AUT     | HOL    | ITA | EUR | POR | -       | 0     |